# پاسکواله بونوکوره
پاسکواله بونوکوره (انگلیسی: Pasquale Buonocore; ۱۷ مهٔ ۱۹۱۶ – ۱ سپتامبر ۲۰۰۳) بازیکن واترپلو اهل ایتالیا بود.